# Рыжков, Владислав Алексеевич
Владисла́в Алексе́евич Рыжко́в (28 февраля 1990, Воронеж) — российский футболист, центральный полузащитник.

## Карьера
В 2006 и 2007 годах в составе спартаковского дубля выигрывал чемпионат России среди дублирующих составов. Играл также за молодёжную команду-участницу первенства ЛФЛ, и в молодёжном первенстве. В 2008 году, играя за молодёжную команду «Спартака», получил приз «за лучший стиль игры» международного турнира имени Франко Галлини (Италия).
В январе 2008 года подписал долгосрочный контракт со «Спартаком». 31 августа 2008 года дебютировал в основном составе «Спартака». В своей первой игре отдал голевой пас, а во второй — 13 сентября в матче против «Москвы» забил первый гол.
15 января 2010 года было сообщено, что Рыжков перешёл на правах аренды в «Шинник».
28 июля 2010 года подписал контракт с клубом первого дивизиона «Жемчужина-Сочи».
6 февраля 2012 года стало известно, что Владислав подписал контракт с нижегородской «Волгой», отказавшись от перехода в голландский «Витесс».
15 января 2013 года подписал контракт с «Факелом» из Воронежа. Однако уже 22 февраля контракт с «Факелом» был расторгнут. 26 февраля 2013 года перешёл в «Сибирь».
С февраля 2014 года являлся игроком тульского «Арсенала». По результатам опроса болельщиков «Арсенала» был признан лучшим игроком первой части чемпионата-2014/15 в премьер-лиге. В 2017 году был отдан на правах аренды в «Тамбов». В 2018 году перешёл в «Сибирь». В 2019 году перешёл в белорусский клуб «Витебск».
Затем играл в медиафутболе за клуб Reality. В конце марта 2023 года стал полузащитником «Народной команды», которую создали болельщики «Спартака» для участия в Медиалиге.

## Статистика выступлений
| Клуб               | Сезон   | Чемп.¹ | Чемп.¹ | Кубки ² | Кубки ² | Еврокубки ³ | Еврокубки ³ | Всего | Всего |
| Клуб               | Сезон   | Игр    | Гол    | Игр     | Гол     | Игр         | Гол         | Игр   | Гол   |
| ------------------ | ------- | ------ | ------ | ------- | ------- | ----------- | ----------- | ----- | ----- |
| Спартак (Москва)   | 2008    | 5      | 1      | 1       | 1       | 2           | 0           | 8     | 2     |
| Спартак (Москва)   | 2009    | 4      | 0      | 3       | 0       | 0           | 0           | 7     | 0     |
| Шинник (Ярославль) | 2010    | 17     | 0      | 2       | 1       | 0           | 0           | 19    | 1     |
| Жемчужина (Сочи)   | 2010    | 15     | 5      | 0       | 0       | 0           | 0           | 15    | 5     |
| Жемчужина (Сочи)   | 2011/12 | 5      | 0      | 0       | 0       | 0           | 0           | 5     | 0     |
| Кубань (Краснодар) | 2011/12 | 1      | 0      | 0       | 0       | 0           | 0           | 1     | 0     |
| Волга (НН)         | 2011/12 | 6      | 0      | 1       | 0       | 0           | 0           | 7     | 0     |
| Факел (Воронеж)    | 2012/13 | 0      | 0      | 0       | 0       | 0           | 0           | 0     | 0     |
| Сибирь             | 2012/13 | 11     | 0      | 0       | 0       | 0           | 0           | 11    | 0     |
| Сибирь             | 2013/14 | 22     | 5      | 0       | 0       | 0           | 0           | 22    | 5     |
| Арсенал (Тула)     | 2013/14 | 9      | 4      | 0       | 0       | 0           | 0           | 9     | 4     |
| Арсенал (Тула)     | 2014/15 | 16     | 0      | 1       | 0       | 0           | 0           | 17    | 0     |
| Итого              | Итого   | 111    | 15     | 8       | 2       | 2           | 0           | 121   | 17    |

В таблице под определёнными столбцами учтены следующие турниры:
- ¹ Чемпионат России, Первый дивизион / ФНЛ
- ² Кубок России, Суперкубок России, Кубок премьер-лиги
- ³ Кубок УЕФА